# Меоре Отобая
Меоре Отобая или Отобая Вторая (абх. Отобая II, груз. მეორე ოტობაია) — село в Абхазии, в Галском районе частично признанной Республики Абхазия, согласно административному делению Грузии — в Гальском муниципалитете Абхазской Автономной Республики. Расположено в 23 км к юго-западу от райцентра Гал, на берегу реки Ингури, на границе с краем Самегрело и Земо-Сванети Грузии. В административном отношении село представляет собой административный центр сельской администрации Отобая Вторая.

## Границы
На северо-западе и севере сельская администрация Отобая Вторая граничит с с/а (селом) Отобая Первая; на западе — с с/а (селом) Пичора; на юге и востоке, по реке Ингури, проходит граница Республики Абхазия с Грузией.

## Население
По данным переписи 1989 года на территории сельской администрации (сельсовета) Меоре Отобая жило 642 человека, по данным переписи 2011 года население сельской администрации Отобая Вторая составило 979 человек, в основном грузины (99,1 %).